# Akee
Morentina ou castanheiro-de-áfrica (Blighia sapida) é uma planta da família Sapindaceae (a mesma família do guaraná), com origem na África Ocidental, Costa da Guiné. É típica de clima tropical.

## Forma de cultivo
Foi introduzida nos trópicos onde se adaptou bem e há um consumo considerável apesar das características da fruta.
Normalmente é propagada por sementes, mas pode ser também via vegetativa; neste caso, inicia a sua produção aos 4 anos.

## Utilização
O interessante desta fruta é que é tóxica, principalmente quando imatura ou verde; só o arilo, porção esbranquiçada na base da semente, pode ser consumido ao natural e também cozido quando o fruto está maduro, isto é, quando se abre. A parte comestível é oleosa e tem sabor de noz. As sementes não são comestíveis.
Por esse motivo tem de se tomar muito cuidado no seu consumo, sendo aconselhável cozinhar a parte branca da fruta.
É usada na culinária exótica para bons doces e bolos, pois serve como substituto das nozes em certas ocasiões.